# Nem vagy legény, nem vagy
A Nem vagy legény, nem vagy kezdetű dudanótát Bartók Béla gyűjtötte 1910-ben Nagymegyeren.

## Kotta és dallam
| Nem vagy legény, nem vagy, nem mersz megcsókolni, talán azt gondolod, nem t'om visszaadni. | Vissza tudom adni, meg tudlak csókolni. Szép piros hajnalba meg foglak csókúnyi. |

Másik szöveg:
| Hervadj, rózsa, hervadj, mert az enyém nem vagy, ha az enyém volnál, különbet nyílonnál. | Látod, rózsám, látod azt a száraz nyárfát? Mikor az kizöldül, akkor megyek hozzád. |

## Felvételek
- X. Bíborpiros szép rózsa. Zsoldos Viktória  vimeo (Hozzáférés: 2016. augusztus 28.) (videó) 0:58-ig.